# Congregação das Irmãs de São José
A Congregação das Irmãs de São José de Chambéry é uma congregação religiosa da Igreja Católica.
Foi fundada no século XVII na cidade de Le Puy-en-Velay, França, pelo padre Jean Pierre Médaille, reunindo numa comunidade ativa e contemplativa moças e viúvas que havia conhecido em seu trabalho missionário. Enfrentando dificuldades, o padre recorreu ao bispo Henrique de Maupas, expondo o seu projeto, que foi autorizado em 15 de outubro de 1650. 
Segundo a constituição primitiva, a Congregação deveria levar o nome de São José, "que lembrará às Irmãs que elas devem assistir e servir ao próximo com o mesmo cuidado, diligência e cordial caridade que tinha o glorioso São José a serviço da Santíssima Virgem, sua puríssima esposa, e do Salvador Jesus, seu Filho adotivo".
No período da Revolução Francesa muitas irmãs foram encarceradas, e cinco morreram como mártires. Após a Revolução a Congregação se espalhou pelo mundo.